# VI Giochi olimpici invernali
I VI Giochi olimpici invernali (in norvegese De VI. olympiske vinterleker), noti anche come Oslo 1952, si svolsero a Oslo, capitale della Norvegia, dal 14 al 25 febbraio 1952.
Essi furono i primi giochi olimpici invernali ad essere organizzati in una grande città e non in una località turistica. Furono anche i primi giochi olimpici invernali a prevedere l'accensione della fiamma olimpica nel corso della cerimonia d'apertura. La fiamma non venne accesa ad Olimpia, bensì a Morgedal, luogo di nascita di Sondre Norheim, pioniere dello sci e inventore della tecnica telemark, giungendo due giorni dopo al Bislett Stadion per la cerimonia d'apertura. Tra i protagonisti dei giochi olimpici vi furono il norvegese Hjalmar Andersen, vincitore di tre medaglie d'oro nel pattinaggio di velocità, lo statunitense Dick Button, vincitore di una medaglia d'oro nel pattinaggio di figura e primo atleta ad effettuare un salto triplo in un contesto internazionale, e la statunitense Andrea Mead Lawrence, vincitrice di due medaglie d'oro nello sci alpino.

## Assegnazione
Quando nel marzo 1946 il CIO assegnò i Giochi della XIV Olimpiade a Londra, il comitato organizzatore londinese consigliò alla Norvegia di candidarsi per ospitare i V Giochi olimpici invernali. Il governo norvegese declinò l'offerta per i Giochi del 1948 sia perché c'era poco tempo per l'organizzazione sia perché la ricostruzione del Paese dopo la seconda guerra mondiale doveva avere la priorità. Venne, però, raccomandata una candidatura per i Giochi del 1952. Già il 22 agosto 1946 il consiglio comunale di Oslo votò all'unanimità la proposta di preparare una candidatura per i VI Giochi olimpici invernali, impegnandosi a costruire le infrastrutture necessarie. La candidatura venne consegnata in occasione del 40º incontro annuale del CIO, tenutosi a Stoccolma nel giugno 1947, e nel corso dello stesso incontro il CIO votò l'assegnazione dei VI Giochi olimpici invernali alla città di Oslo. La capitale norvegese vinse al primo turno di votazione, superando le candidature di Cortina d'Ampezzo e di Lake Placid.
| Oslo              | Norvegia    | 18 |
| Cortina d'Ampezzo | Italia      | 9  |
| Lake Placid       | Stati Uniti | 1  |

## Sviluppo e preparazione

### Organizzazione
Il comitato organizzatore dei Giochi olimpici venne costituito nel dicembre 1947. Su volere del Comitato Olimpico Norvegese, il comitato organizzatore era composto da otto membri: quattro esponenti del mondo sportivo, tra cui Arthur Ruud, presidente del Comitato Olimpico Norvegese, e quattro esponenti della municipalità di Oslo, tra cui il sindaco Brynjulf Bull. Il comitato organizzatore nominò Olav Ditlev-Simonsen presidente del comitato stesso. Il compito principale del comitato organizzatore era quello di assicurare che la città di Oslo rispettasse tutti gli impegni presi col CIO; in particolare, fare in modo che le sedi di gara soddisfacessero i requisiti richiesti dalle singole federazioni sportive, occuparsi dei trasporti e dei servizi ad atleti, staff, giornalisti e spettatori. Le sedi di gara già esistenti, come il Bislett Stadion e gli impianti sulla collina di Holmenkollen, vennero ammodernati, ampliati o ricostruiti, e vennero costruiti nuovi impianti, coma la pista da bob; in entrambi i casi l'obiettivo era la realizzazione di strutture durature. L'organizzazione dei Giochi, includendo anche la costruzione di edifici e sedi di gara, fu completamente a carico della municipalità di Oslo, che in cambio ottenne il diritto di incassare tutti i ricavi provenienti dai Giochi.
Per ospitare tutti gli atleti e allenatori, venne costruito un intero quartiere in grado di ospitare circa 600 persone, divenuto successivamente un quartiere residenziale per studenti poi rinominato Sogn Studentby, nell'area di Nordre Aker. Assieme ad altri edifici costruiti per l'occasione, come nelle aree di Ullevål e di Ila, questi appartamenti vennero ultimati nel mese di gennaio 1952. Inoltre, il comitato organizzatore richiese alla municipalità di Oslo la costruzione di un nuovo hotel, il Viking, che, in seguito durante i Giochi, divenne il quartier generale non solo della stampa, ma anche quello degli organi amministrativi dei Giochi.

### Sedi di gara

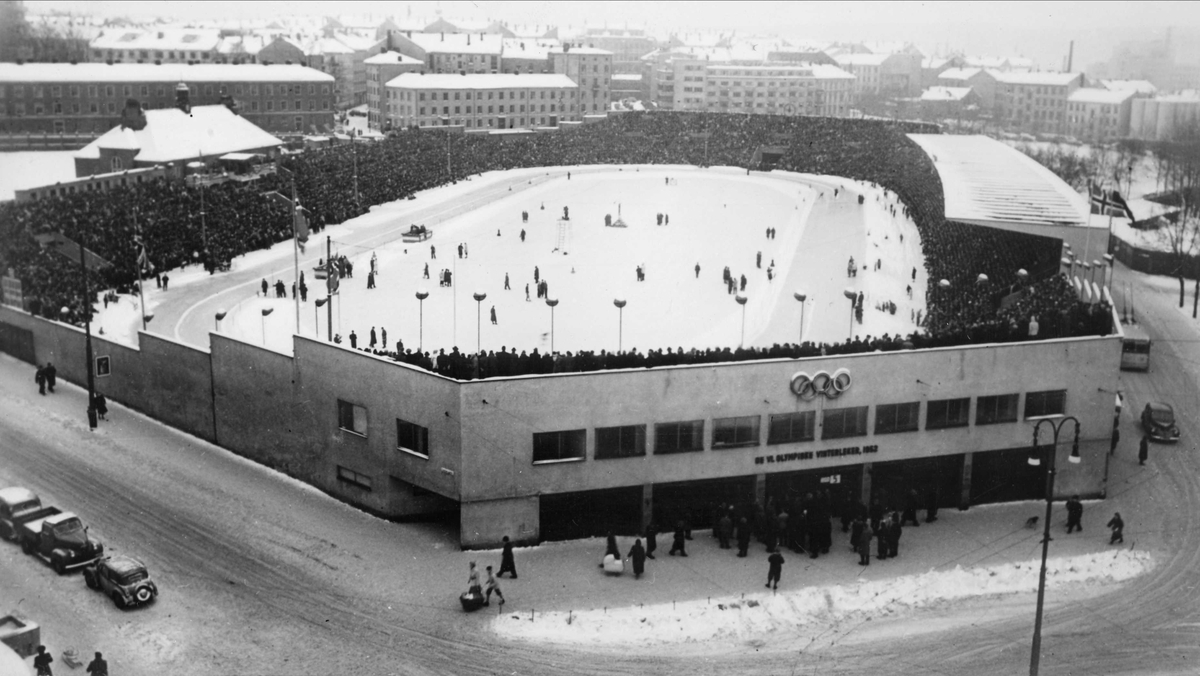
Il Bislett Stadion nel corso dei Giochi olimpici.

Il principale impianto dei Giochi fu il Bislett Stadion, che ospitò le cerimonie di apertura e chiusura della manifestazione. Con una capacità di 29 000 spettatori, lo stadio venne scelto come sede delle gare di pattinaggio di figura e di velocità, così come per il bandy. Lo stadio era dotato di una pista di pattinaggio della lunghezza di 400 m sul lato interno, mentre, separata dalla pista da banchi di neve, al centro vi era un'area di 30 × 60 m destinata alle gare di pattinaggio di figura. In occasione dei Giochi lo stadio venne dotato di un impianto d'illuminazione e vennero allestite nuove aree sugli spalti per la stampa e le riprese televisive.
Al momento dell'assegnazione dei Giochi, Oslo non disponeva di un impianto adeguato per ospitare le gare di hockey su ghiaccio, poiché non disponeva di impianti dotati di neve artificiale e tutte le piste di ghiaccio ospitavano diverse competizioni sportive. Dopo che la federazione internazionale di hockey su ghiaccio rifiutò di concedere una deroga a far disputare le gare in impianti multisportivi, il comitato organizzatore dei Giochi decise di procedere alla costruzione di un nuovo impianto, la Jordal Amfi. Con una capacità di circa 10 000 spettatori, lo stadio ospitò 23 dei 36 incontri dei torneo di hockey su ghiaccio, mentre le restanti partite vennero ospitate dagli impianti di Dælenenga, di Kadettangen a Sandvika, al Marienlyst Stadion di Drammen e al Lillestrøm Stadion di Lillestrøm.

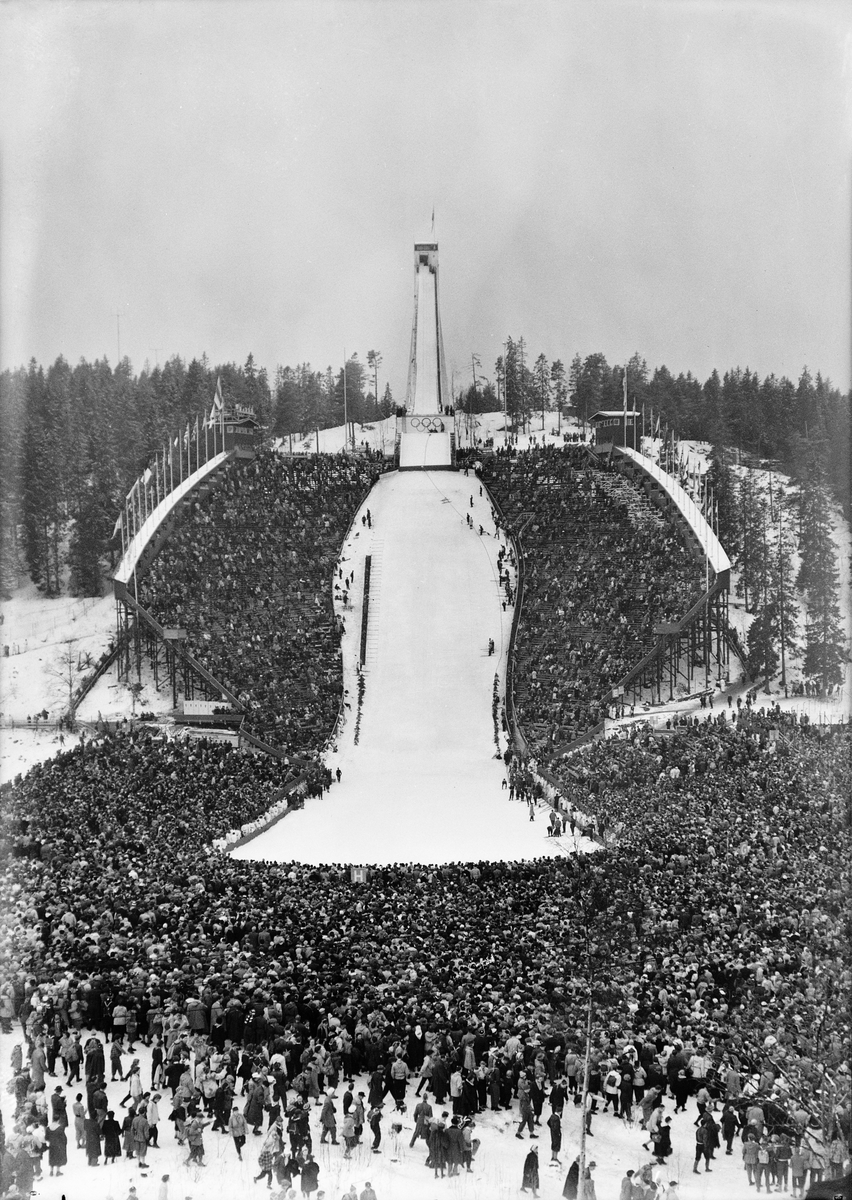
Il trampolino del salto sulla collina di Holmenkollen.

Le gare di sci di fondo e di salto con gli sci vennero organizzate sulla collina di Holmenkollen, a circa 1200 m d'altezza, località che ospitava manifestazioni di sport invernali sin dal 1892. In vista di un maggior afflusso di spettatori, venne costruita una nuova strada e quella esistente venne ampliata. L'originale torre in legno per il salto con gli sci venne sostituita da una nuova in calcestruzzo, lunga 87 m e con una pendenza media di 36º. Alla base della torre vennero realizzati spalti in grado di ospitare fino a 13 000 spettatori. Le gare di sci di fondo e di combinata nordica vennero disputate nel terreno circostante, posizionando partenza e arrivo alla base della torre del salto con gli sci, portando a smantellare alcune porzioni degli spalti per consentire la disputa delle gare.
Le gare di sci alpino vennero divise tra il pendio di Norefjell e il pendio di Rødkleiva. La collina di Rødkleiva ospitò le gare di slalom, mentre la collina di Norefjell ospitò le gare di discesa e di slalom gigante. In queste aree vennero costruiti impianti di risalita per portare gli atleti alla linea di partenza, così come nuove strade per agevolare i trasporti, un ponte sul lago Krøderen e un nuovo hotel presso Norefjell.
Non esistendo in tutta la Norvegia una pista da bob, una nuova pista venne costruita sulla collina di Frognerseteren. Lunga 1507,5 m e con 13 curve, la pista venne aperta nel febbraio 1951 ospitando sessioni di allenamento e una competizione internazionale, che ne attestarono l'adeguatezza ad ospitare eventi internazionali.
Per evitare che eventi atmosferici avversi potessero impedire la regolare disputa di alcuni eventi sportivi, vennero definiti degli impianti di gara di riserva. Un'alternativa alla collina di Norefjell venne trovata negli impianti sciistici di Voss, situati nell'area occidentale della Norvegia, considerando che le condizioni meteorologiche tra il lato orientale e il lato occidentale erano solitamente differenti. Come alternativa al Bislett Stadion vennero scelti gli stadi di Hamar e di Tryvann.

### Simboli

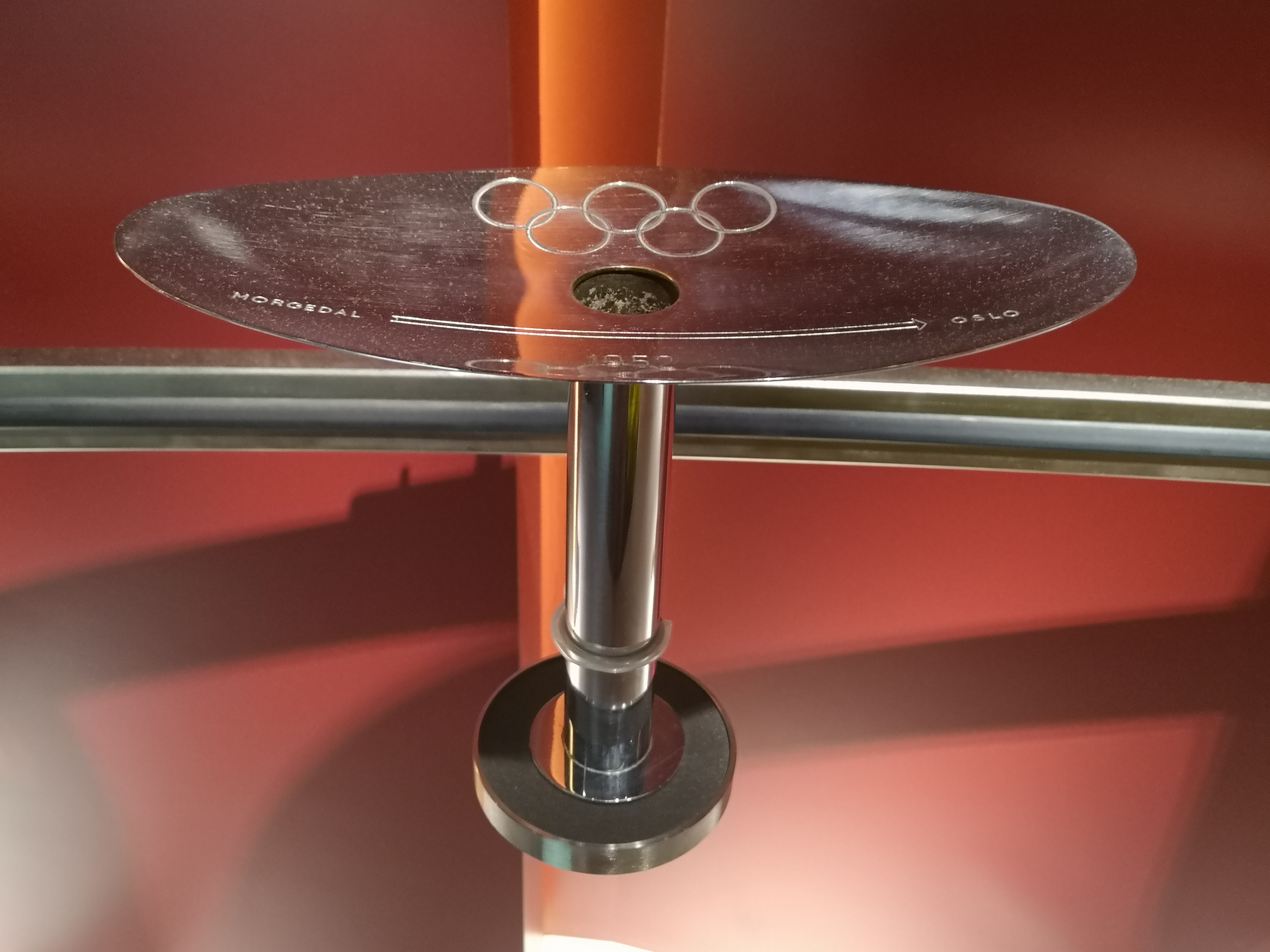
La torcia di Oslo 1952.

I Giochi di Oslo furono i primi nella storia dei Giochi olimpici invernali a prevedere l'accensione della fiamma olimpica e il suo trasporto in staffetta fino allo stadio olimpico. Sebbene fosse stata accesa una simbolica fiamma olimpica sia ai Giochi di Garmisch-Partenkirchen 1936 sia a quelli di Sankt Moritz 1948, a Oslo venne introdotta la staffetta a partire dal sito di accensione. Inoltre, la fiamma olimpica non venne accesa a Olimpia, l'antica città greca sito dei giochi olimpici antichi, bensì a Morgedal. La fiamma venne accesa il 13 febbraio 1952 nella casa di Sondre Norheim, pioniere norvegese dello sci e inventore della tecnica telemark, da Olav Bjaaland, esploratore norvegese tra i primi uomini ad aver raggiunto il polo sud con una spedizione Amundsen nel 1911. Da Morgedal, nella contea di Telemark, la fiamma olimpica venne portata verso Oslo da 94 tedofori sciatori su un percorso di circa 225 km, raggiungendo il Bislett Stadion il 15 febbraio successivo per la cerimonia d'apertura. La torcia era fatta di un manico cilindrico sormontato da una coppa ovale piana nella quale erano incisi i cinque cerchi olimpici, l'anno 1952 e anche le parole "Morgedal-Oslo" corredate da una freccia.
Il logo dei Giochi venne selezionato tra le 335 proposte pervenute al comitato organizzatore tramite una competizione pubblica. Il logo scelto aveva forma circolare con al centro i cinque cerchi olimpici, sovrapposto alla stilizzazione dell'edificio ospitante il municipio di Oslo, mentre sul bordo esterno era riportata la dicitura "VI Giochi olimpici invernali Oslo 1952" in lingua norvegese. Anche il poster dei Giochi venne selezionato tra le proposte presentate tramite una competizione pubblica, e venne scelta la proposta di Knut Yran: la bandiera norvegese e la bandiera olimpica sventolanti e avendo il bastoncino da sci come asta.

## I Giochi

### Paesi partecipanti

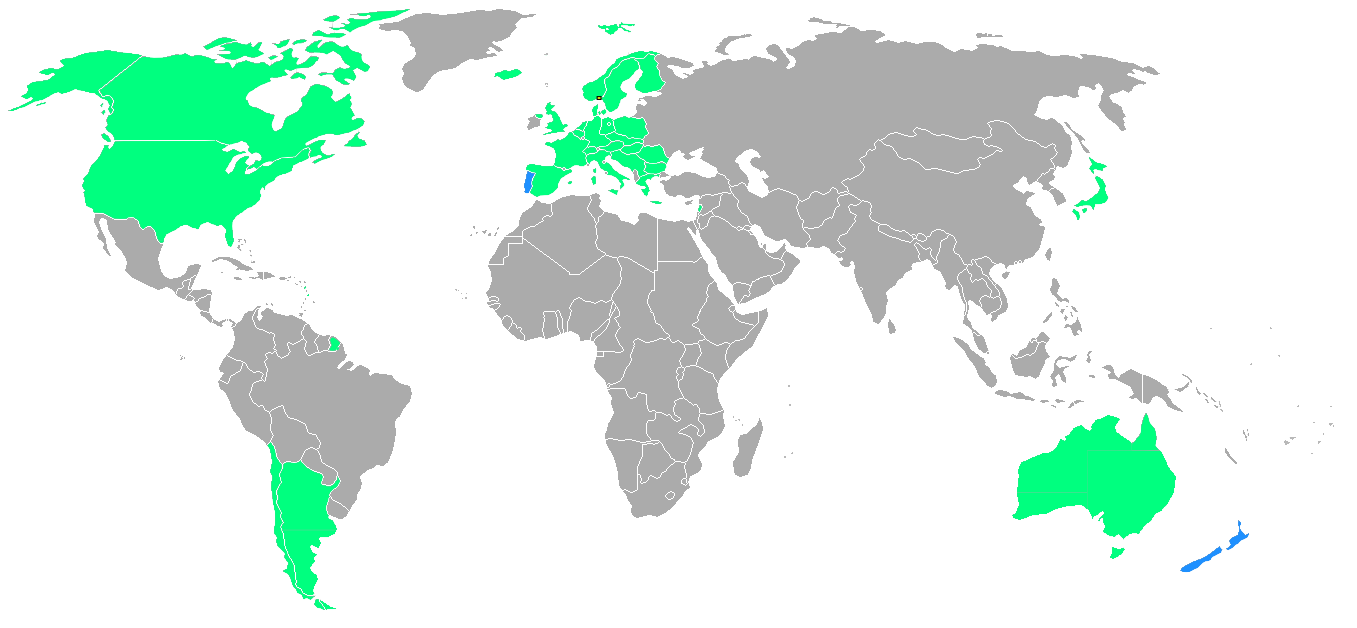
Comitati olimpici partecipanti.

Ai Giochi presero parte 694 atleti, dei quali 109 donne e 585 uomini, in rappresentanza di 30 Paesi. Parteciparono per la prima volta i comitati olimpici di Nuova Zelanda e Portogallo. Dopo essere stati esclusi dalla precedente edizione, i comitati olimpici di Germania e Giappone vennero invitati a partecipare ai Giochi. Nel 1949 venne fondata la Repubblica Federale Tedesca e nel 1951 il Comitato Olimpico Tedesco venne riammesso come membro del CIO, mentre la richiesta proveniente dalla Germania Est venne rifiutata dal CIO. Il CIO propose la partecipazione ai Giochi di Oslo di una rappresentativa tedesca unificata, ma giunse il rifiuto da parte della Germania Est.
Tra parentesi, il numero di atleti partecipanti.
- Argentina (12)
- Australia (9)
- Austria (39)
- Belgio (9)
- Bulgaria (10)
- Canada (39)
- Cecoslovacchia (22)
- Cile (3)
- Danimarca (1)
- Finlandia (50)
- Francia (26)
- Germania (53)
- Giappone (13)
- Gran Bretagna (18)
- Grecia (3)
- Islanda (11)
- Italia (33)
- Jugoslavia (6)
- Libano (1)
- Norvegia (73)
- Nuova Zelanda (3)
- Paesi Bassi (11)
- Polonia (30)
- Portogallo (1)
- Romania (16)
- Spagna (4)
- Stati Uniti (65)
- Svezia (65)
- Svizzera (55)
- Ungheria (12)

### Discipline
Il programma olimpico prevedeva competizioni in 8 discipline che assegnavano medaglie. Inoltre, venne inserito nel programma anche uno sport dimostrativo, il bandy, uno sport di squadra simile all'hockey su ghiaccio e molto diffuso in Scandinavia.
| Disciplina              | Maschile | Femminile | Mista | Totali |
| ----------------------- | -------- | --------- | ----- | ------ |
| Bob                     | 2        |           |       | 2      |
| Combinata nordica       | 1        |           |       | 1      |
| Hockey su ghiaccio      | 1        |           |       | 1      |
| Pattinaggio di figura   | 1        | 1         | 1     | 3      |
| Pattinaggio di velocità | 4        |           |       | 4      |
| Salto con gli sci       | 1        |           |       | 1      |
| Sci alpino              | 3        | 3         |       | 6      |
| Sci di fondo            | 3        | 1         |       | 4      |
| Totale                  | 16       | 5         | 1     | 22     |

### Calendario degli eventi
Il programma delle gare venne preparato in maniera tale da includere due domeniche, così che venne scelto il periodo tra il 14 e il 25 febbraio 1952. Per consentire una migliore preparazione alla gara di bob a quattro, le prime gare di bob a due vennero programmate il giorno precedente la cerimonia d'apertura; anche le gare di sci alpino vennero fatte iniziare il 14 febbraio per questioni logistiche nello spostamento da una sede all'altra. Il bandy fu inserito nel programma come sport dimostrativo e i relativi titoli non furono conteggiati nel medagliere. Il programma delle gare venne approvato dal CIO nel corso del 45º incontro del comitato, svoltosi a Vienna nel maggio 1951.
| ● | Cerimonia d'apertura | ● | Competizioni |  | Finali | ● | Cerimonia di chiusura |

| Febbraio                | Gio | Ven | Sab | Dom | Lun | Mar | Mer | Gio | Ven | Sab | Dom | Lun | Totale |
| Febbraio                | 14  | 15  | 16  | 17  | 18  | 19  | 20  | 21  | 22  | 23  | 24  | 25  | Totale |
| ----------------------- | --- | --- | --- | --- | --- | --- | --- | --- | --- | --- | --- | --- | ------ |
| Cerimonia d'apertura    |     | ●   |     |     |     |     |     |     |     |     |     |     |        |
| Bob                     | ●   | 1   |     |     |     |     |     | ●   | 1   |     |     |     | 2      |
| Combinata nordica       |     |     |     | ●   | 1   |     |     |     |     |     |     |     | 1      |
| Hockey su ghiaccio      |     | ●   | ●   | ●   | ●   | ●   | ●   | ●   | ●   | ●   | ●   | 1   | 1      |
| Pattinaggio di figura   |     |     | ●   | ●   |     | ●   | 1   | 1   | 1   |     |     |     | 3      |
| Pattinaggio di velocità |     |     | 1   | 1   | 1   | 1   |     |     |     |     |     |     | 4      |
| Salto con gli sci       |     |     |     |     |     |     |     |     |     |     | 1   |     | 1      |
| Sci alpino              | 1   | 1   | 1   | 1   |     | 1   | 1   |     |     |     |     |     | 6      |
| Sci di fondo            |     |     |     |     | 1   |     | 1   |     |     | 2   |     |     | 4      |
| Bandy                   |     |     |     |     |     |     |     | ●   | ●   |     | ●   |     |        |
| Cerimonia di chiusura   |     |     |     |     |     |     |     |     |     |     |     | ●   |        |
| Finali                  | 1   | 2   | 2   | 2   | 3   | 2   | 3   | 1   | 2   | 2   | 1   | 1   | 22     |

### Cerimonia d'apertura

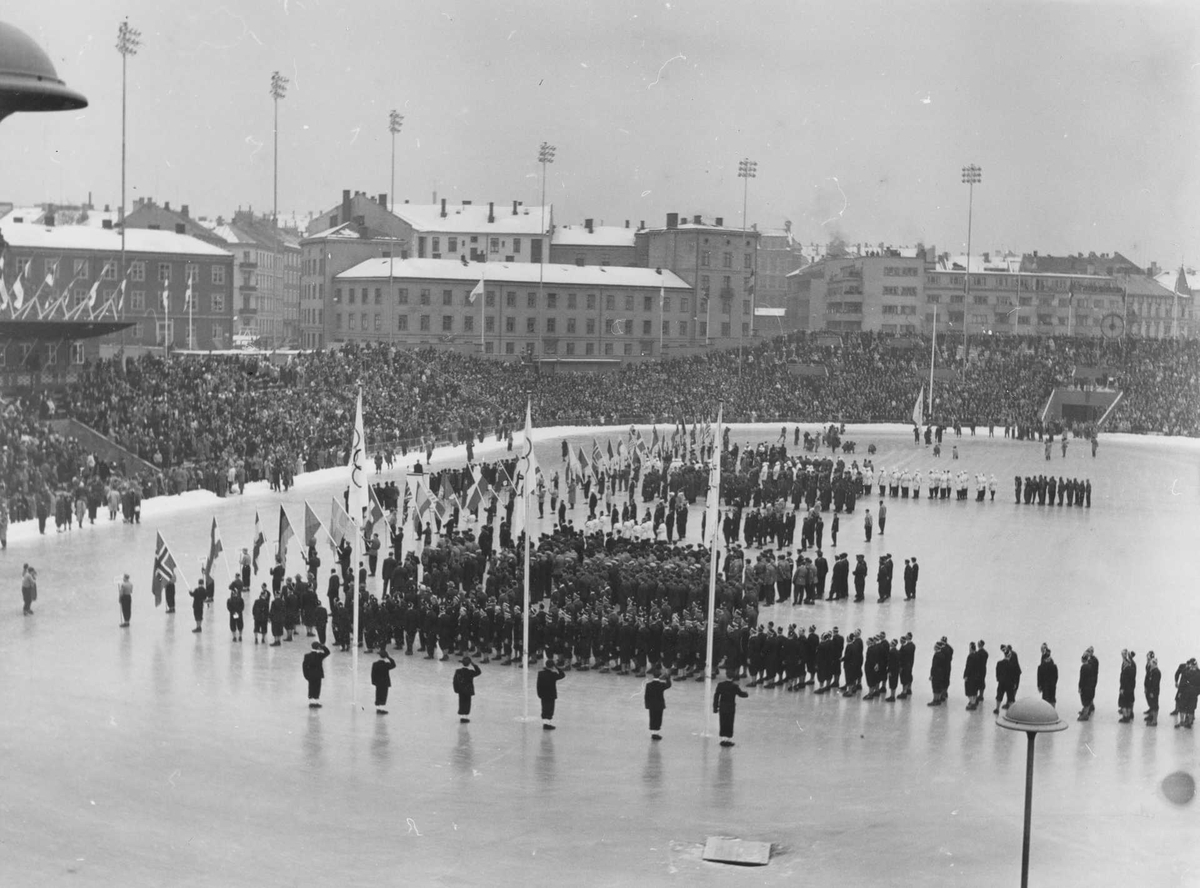
Una fase della cerimonia d'apertura.

La cerimonia di apertura dei VI Giochi olimpici invernali si è svolta il 15 febbraio 1952 presso il Bislett Stadion. Pochi giorni prima, il 6 febbraio, era morto Giorgio VI del Regno Unito. Sia re Haakon VII di Norvegia sia suo figlio, il principe Olav, non poterono essere presenti alla cerimonia d'apertura dei Giochi perché parteciparono ai funerali di Giorgio VI, che si tennero il 15 febbraio stesso. Di conseguenza, fu la principessa Ragnhild, figlia del principe Olav, a proclamare ufficialmente l'apertura dei Giochi. 
La cerimonia prese il via alle 9:30, davanti ai 19 000 spettatori sugli spalti dello stadio, con la parata degli atleti, aperta come da tradizione dalla delegazione della Grecia e chiusa da quella della Norvegia. Gli atleti di Gran Bretagna, Australia, Canada e Nuova Zelanda indossarono una fascia nera al braccio in segno di lutto per la morte di re Giorgio VI. Dopo il messaggio di benvenuto da parte di Ditlev-Simonsen, presidente del comitato organizzatore, venne ricordata la memoria di re Giorgio VI e osservato un minuto di silenzio; infine, la principessa Ragnhild dichiarò ufficialmente aperti i VI Giochi olimpici invernali. 
Venne issata la bandiera olimpica e venne annunciato l'arrivo allo stadio della fiamma olimpica. All'ingresso dello stadio la fiamma venne passata a Eigil Nansen, nipote dell'esploratore Fridtjof Nansen e ultimo tedoforo, che, dopo aver percorso un tratto con gli sci, salì le scale degli spalti che lo portarono ad accendere il braciere olimpico. Seguì il giuramento degli atleti, tenuto da Torbjørn Falkanger, saltatore con gli sci norvegese. La cerimonia si concluse subito dopo l'uscita di tutte le delegazioni di atleti dallo stadio. Poiché il giorno precedente erano iniziate le gare di bob e di sci alpino, si decise di tenere delle piccole cerimonie d'apertura per gli atleti impegnati sulla pista di bob di Frognerseteren e per gli sciatori impegnati a Norefjell.

### Avvenimenti principali

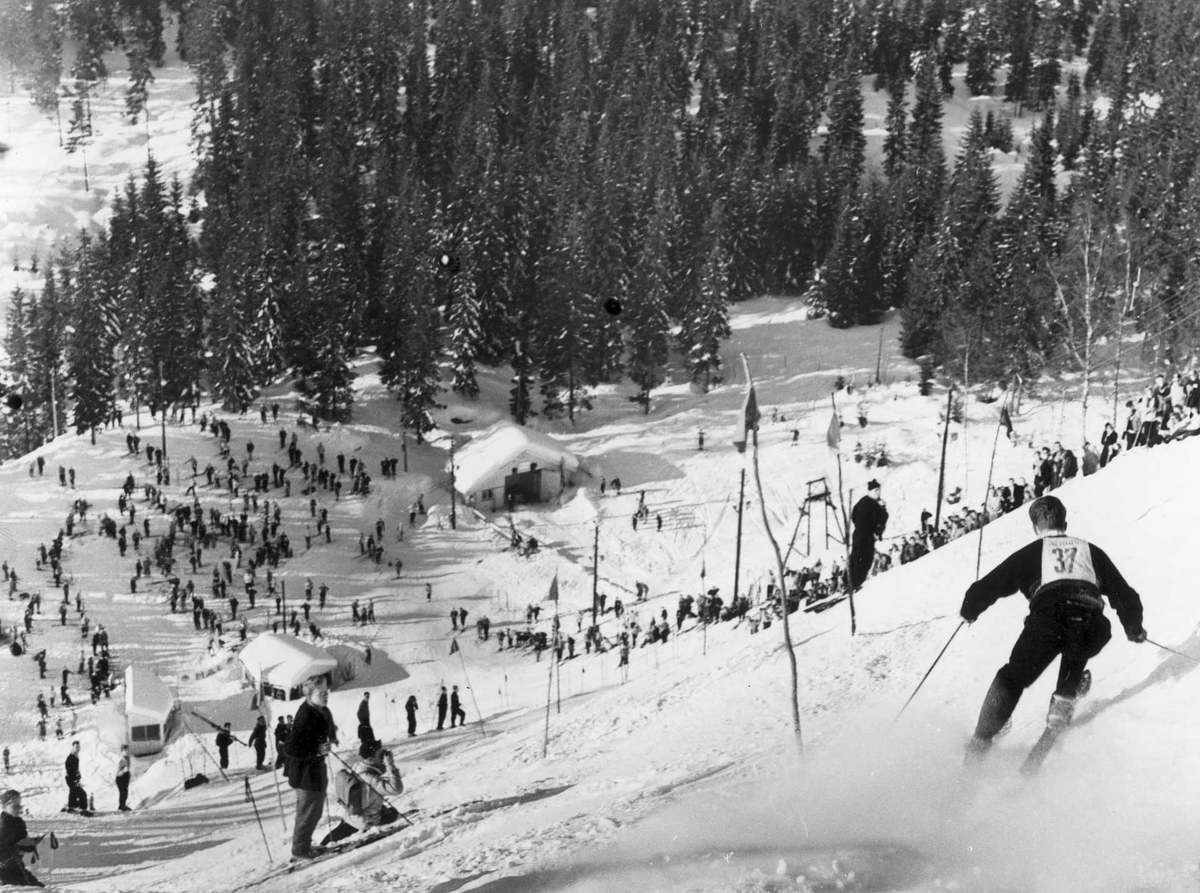
Il norvegese Stein Eriksen nel corso della gara di slalom speciale.

Tra i protagonisti dei Giochi vi fu il pattinatore di velocità su ghiaccio norvegese Hjalmar Andersen, vincitore di tre medaglie d'oro nel pattinaggio di velocità sulle quattro in palio per la disciplina, eguagliando il successo del connazionale Ivar Ballangrud ai Giochi di Garmisch-Partenkirchen 1936. Andersen arrivò ai Giochi da favorito, avendo fatto registrare i record del mondo sia sui 5000 m, ottenuto nel gennaio 1951m, che sui 10000 m, ottenuto pochi giorni prima dei Giochi. Andersen vinse la gara dei 5000 m, facendo segnare il nuovo record olimpico e concludendo con ben 11 secondi di vantaggio sul secondo classificato, conquistando così la vittoria col maggior margine nella storia olimpica dell'evento. Il giorno successivo vinse anche la gara dei 1500 m, per poi vincere la gara dei 10000 m, facendo segnare anche in questa occasione il nuovo record olimpico e con un margine di 25 secondi dal secondo classificato. Nel pattinaggio di figura lo statunitense Dick Button vinse la medaglia d'oro e fu il primo atleta ad effettuare un salto triplo in un contesto internazionale.

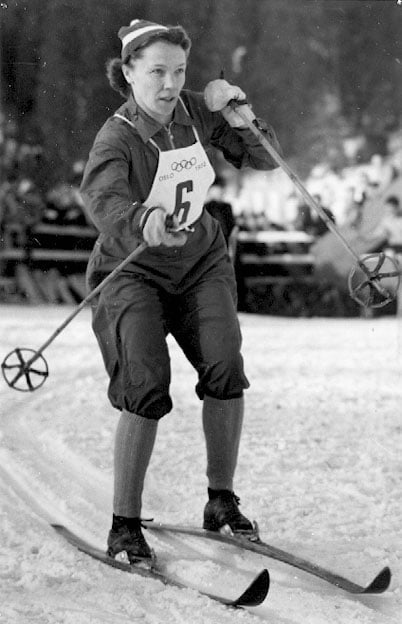
La finlandese Lydia Wideman vinse la medaglia d'oro nei 10 km davanti a due connazionali.

Nello sci alpino emerse come protagonista la diciannovenne statunitense Andrea Mead Lawrence, che vinse l'oro sia nello slalom gigante sia nello slalom speciale. Vinse senza difficoltà lo slalom gigante, che faceva la sua prima comparsa ai Giochi, mentre vinse in rimonta lo slalom speciale dopo essere anche caduta nel corso della prima manche. Una caduta nella discesa libera le impedì di ambire da favorita alla vittoria, che andò all'austriaca Trude Beiser. Sempre tra le donne, la tedesca Annemarie Buchner vinse tre medaglie nelle tre prove e l'italiana Giuliana Minuzzo, vincendo il bronzo nella discesa libera, divenne la prima donna italiana a vincere una medaglia ai Giochi olimpici invernali. Nelle gare maschili l'italiano Zeno Colò conquistò la medaglia d'oro nella discesa libera con 1,2" di vantaggio sull'austriaco Othmar Schneider, vincitore dello slalom speciale. Come Schneider, anche il norvegese Stein Eriksen vinse due medaglie, delle quali una fu l'oro nello slalom gigante.
Nello sci di fondo venne disputata per la prima volta nella storia dei Giochi olimpici invernali una gara femminile, la 10 km, che vide il trionfo della Finlandia con conquistò tutte e tre le medaglie: oro a Lydia Wideman, argento a Mirja Hietamies e bronzo a Siiri Rantanen. La Finlandia vinse anche la staffetta maschile e conquistò con Veikko Hakulinen e Eero Kolehmainen l'oro e l'argento, rispettivamente, nella 50 km maschile. La Norvegia, padrona di casa, conquistò l'oro con Hallgeir Brenden nella 18 km e l'argento nella staffetta.

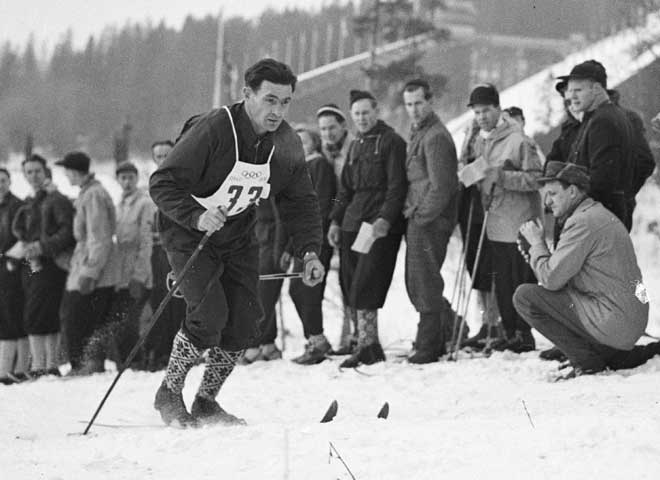
Il norvegese Simon Slåttvik nella prova di sci di fondo valida per la combinata nordica, nella quale vinse l'oro.

La gara di salto con gli sci venne disputata il 24 febbraio al trampolino di Holmenkollen davanti a circa 115 000 spettatori, tra i quali anche il re Haakon VII, il principe Olav e la principessa Ragnhild. Il norvegese Arnfinn Bergmann vinse la medaglia d'oro davanti al connazionale Torbjørn Falkanger, il quale aveva pronunciato il giuramento degli atleti nella cerimonia d'apertura. Un'altra vittoria norvegese arrivò nella combinata nordica con l'oro conquistato da Simon Slåttvik.
Al torneo di hockey su ghiaccio parteciparono nove nazionali che si affrontarono una volta ciascuna in un unico girone. La medaglia d'oro andò al Canada, che, come di consueto, non mandava ai Giochi una rappresentativa nazionale, bensì una squadra di club, l'Edmonton Mercurys per questo evento. Il Canada vinse tutte le partite, tranne quella pareggiata contro gli Stati Uniti. La medaglia di bronzo andò alla Svezia, dopo aver sconfitto la Cecoslovacchia in uno spareggio, avendo entrambe concluso il torneo al terzo posto a pari punti e pari differenza reti.
Le due gare di bob videro le stesse bandiere sui gradini del podio, con la Germania vittoriosa sia nel bob a due sia nel bob a quattro, gli Stati Uniti vincitori delle due medaglie d'argento ed equipaggi svizzeri a vincere il bronzo. Per l'elvetico Fritz Feierabend si trattò della quarta e quinta medaglia olimpica conquistate in un periodo di 16 anni sin dai Giochi del 1936. Infine, nel torneo dimostrativo di bandy la Svezia ebbe la meglio su Norvegia e Finlandia per la migliore differenza reti in un torneo al quale parteciparono solo queste tre nazionali.

### Cerimonia di chiusura

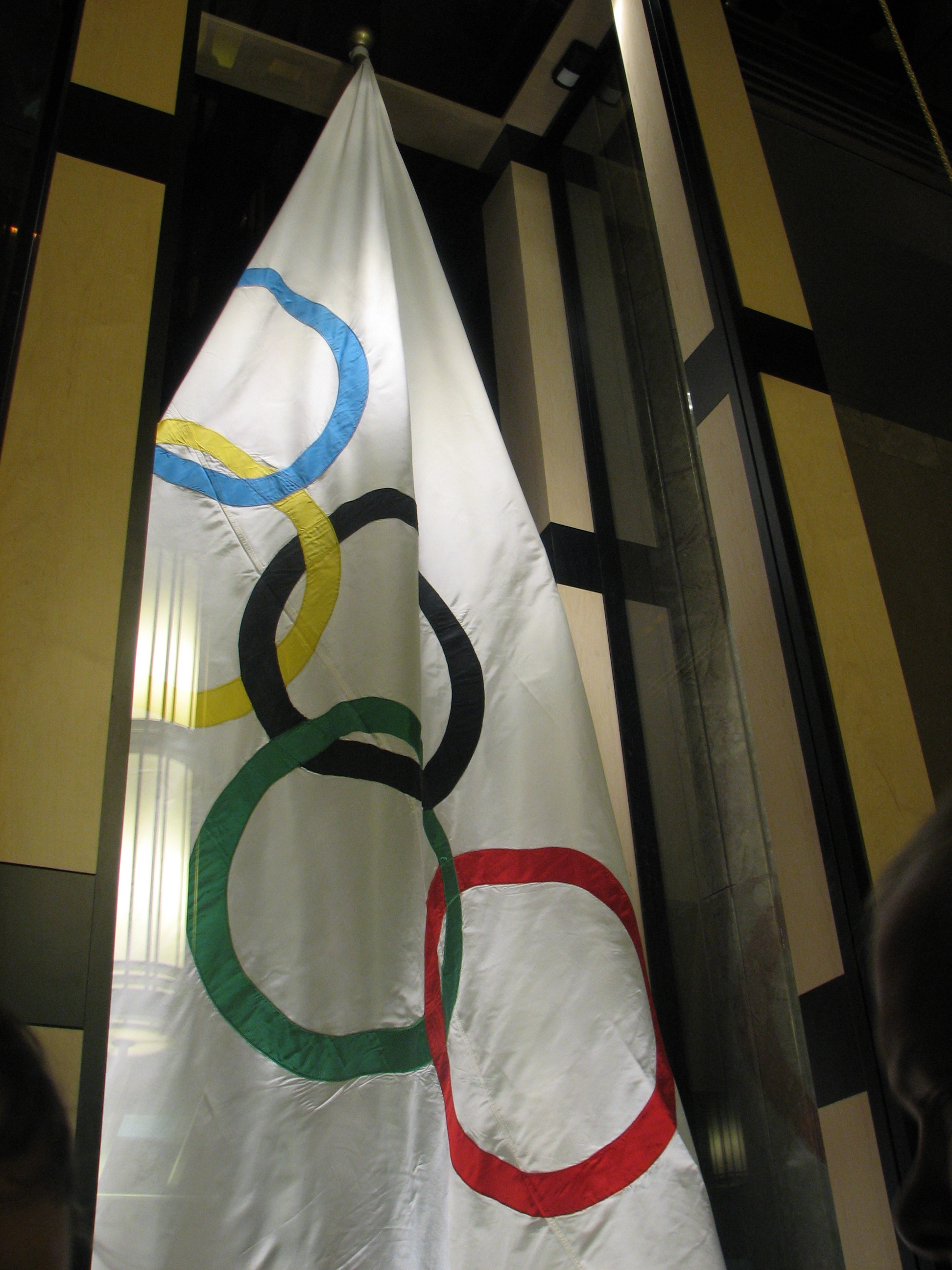
La bandiera di Oslo.

La cerimonia di chiusura si svolse per la prima volta come un evento separato, visto che fino nelle edizioni precedenti dei Giochi veniva tenuta al termine dell'ultimo evento sportivo in programma. La cerimonia si tenne il 25 febbraio 1952 sempre al Bislett Stadion, prendendo il via alle 19:00 alla presenza del re Haakon VII e della famiglia reale norvegese. I portabandiera entrarono alla stadio nello stesso ordine col quale erano entrati nel corso della cerimonia d'apertura. Seguì la cerimonia di assegnazione delle medaglie per gli ultimi quattro eventi: il torneo di hockey su ghiaccio, il salto con gli sci, la staffetta 4 × 10 km maschile di sci di fondo e la 10 km femminile sempre di sci di fondo. Dopo che il presidente del CIO Sigfrid Edström ebbe annunciato ufficialmente la chiusura dei Giochi, il sindaco di Oslo Brynjulf Bull consegnò al vice-presidente del CIO la bandiera olimpica come regalo da parte della città di Oslo. Il vice-presidente del CIO, ricevuta la bandiera, annunciò che quella bandiera sarebbe stata usata nell'edizioni successive del Giochi olimpici invernali come segno di continuità e di connessione tra le città organizzatrici. Da allora la "bandiera di Oslo" è stata passata di mano tra le varie città organizzatrici e usata nelle cerimonie di chiusura fino ai Giochi di Soči 2014, mentre successivamente è stata impiegata una replica. Dopo la cerimonia della bandiera, si tenne prima una speciale gara di pattinaggio di velocità e poi un'esibizione di pattinaggio di figura, seguite da una danza sul ghiaccio tenuta da 40 bambini in abiti tradizionali norvegesi. La cerimonia venne conclusa con uno spettacolo di fuochi d'artificio.

## Medagliere
La cerimonia di premiazione degli atleti classificatisi ai primi tre posti negli eventi da medaglia aveva luogo al Bislett Stadion in concomitanza con altri eventi, in maniera tale da assicurare la massima partecipazione di pubblico al cerimoniale. Le medaglie d'oro, d'argento e di bronzo assegnate riportavano su un lato i cinque cerchi olimpici e una torcia, secondo il disegno dell'artista greco Vasos Falireas; sullo sfondo la scritta "Olimpia" in greco, in fondo il motto olimpico "Citius Altius Fortius", mentre in alto la scritta "Jeux Olympiques". Il lato opposto venne, invece, disegnato da Knut Yran e riportava al centro la scritta "De VI. olympiske vinterleker Oslo 1952", sormontata dalla stilizzazione del municipio di Oslo e da tre fiocchi di neve.
Di seguito il medagliere dei VI Giochi olimpici invernali.
  Nazione ospitante 
| Pos.   | Paese         | Oro | Argento | Bronzo | Totale |
| ------ | ------------- | --- | ------- | ------ | ------ |
| 1      | Norvegia      | 7   | 3       | 6      | 16     |
| 2      | Stati Uniti   | 4   | 6       | 1      | 11     |
| 3      | Finlandia     | 3   | 4       | 2      | 9      |
| 4      | Germania      | 3   | 2       | 2      | 7      |
| 5      | Austria       | 2   | 4       | 2      | 8      |
| 6      | Canada        | 1   | 0       | 1      | 2      |
| 6      | Italia        | 1   | 0       | 1      | 2      |
| 8      | Gran Bretagna | 1   | 0       | 0      | 1      |
| 9      | Paesi Bassi   | 0   | 3       | 0      | 3      |
| 10     | Svezia        | 0   | 0       | 4      | 4      |
| 11     | Svizzera      | 0   | 0       | 2      | 2      |
| 12     | Francia       | 0   | 0       | 1      | 1      |
| 12     | Ungheria      | 0   | 0       | 1      | 1      |
| Totale | Totale        | 22  | 22      | 23     | 67     |